# Virgínia (série télévisée)
Pour les articles homonymes, voir Virginia.
Virgínia (Ciranda de Pedra) est un feuilleton télévisé brésilien en 155 épisodes de 50 minutes, écrit par Teixeira Filho d'après le roman éponyme de Lygia Fagundes Telles, et diffusé entre le 18 mai et le 14 novembre 1981 sur le réseau Rede Globo.
En France, le feuilleton a été remonté en 80 épisodes de 24 minutes et diffusé du 12 mai au 29 août 1986 sur Canal+.

## Synopsis
Ce feuilleton se situe à São Paulo juste après la Seconde Guerre mondiale et a pour héroïne la jeune adolescente Virgínia Prado, dont les parents sont séparés depuis longtemps et qui vit avec sa mère malade, Laura, et avec le médecin et amant de celle-ci, le docteur Daniel. Virgínia a deux sœurs plus âgées, Bruna et Otávia, qui, elles, vivent chez leur père, le juge Natércio Prado, et y sont élevées sous la férule d'une sévère gouvernante allemande, Frau Herta.

## Distribution
- Lucélia Santos (VF : Anne Rochant) : Virgínia Prado
- Adriano Reys (pt) (VF : Jean-Claude Balard) : juge Natércio Prado
- Eva Wilma (pt) : Laura Prado
- Armando Bógus (pt) : Dr Daniel
- Norma Blum : Frau Herta
- Sílvia Salgado (pt) (VF : Céline Monsarrat) : Bruna Prado
- Priscila Camargo (pt) : Otávia Prado

## Autour de la série
L'actrice Lucélia Santos est doublée par la même voix française (la comédienne Anne Rochant) que dans le feuilleton Isaura, dans lequel elle jouait aussi le rôle-titre.
Le roman Ciranda de Pedra de Lygia Fagundes Telles est paru en 1954.